# Tokaj (wijn)

Tokaj-wijnregio in Hongarije

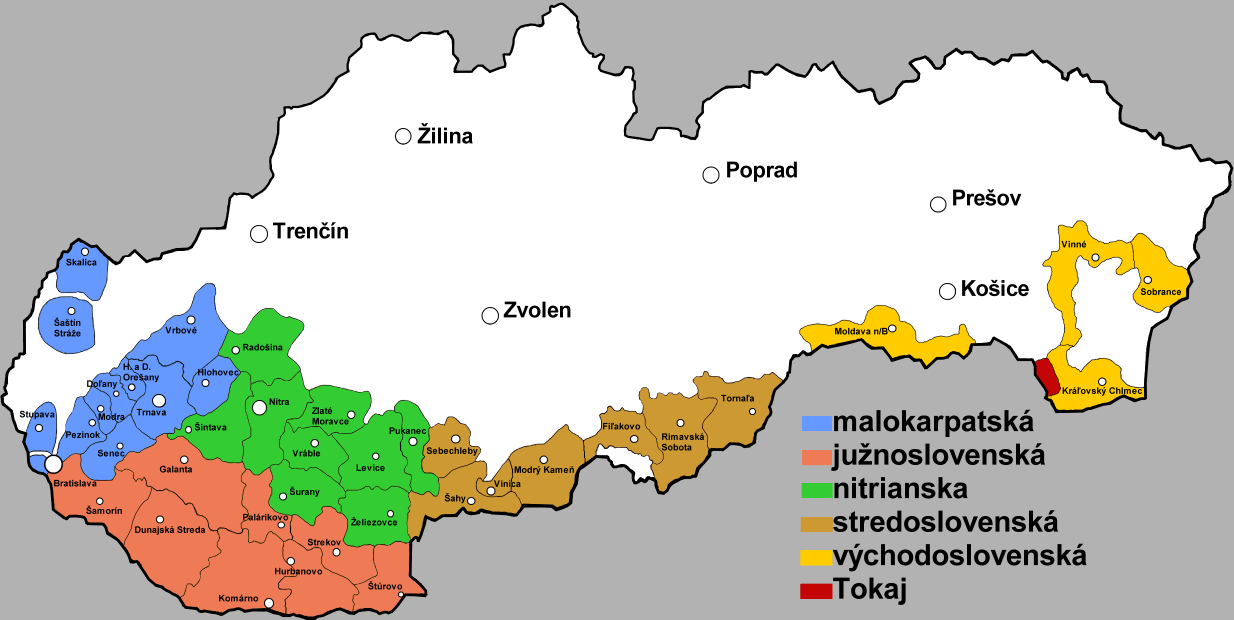
Tokaj-wijnregio in Slowakije (rood)

Tokaj is een Hongaarse wijn die ook in Slowakije gemaakt wordt. Het wijngebied Tokaj Hegyalja staat op de Werelderfgoedlijst van de UNESCO.
Het bijzondere van de wijnstreek van Tokaj Hegyalja hangt samen met de berg. De bodem bestaat uit een opeenhoping van vulkaanresten en löss, terwijl de rivieren Bodrog en Tisza met de zon ervoor zorgen, dat de hellingen voldoende vocht en warmte krijgen. De herfst is hier zeer lang en droog.
De bovenlaag van de grond bestaat uit löss en oude lava. Het harde vulkanische gesteente kan men met een houweel amper stukslaan, maar in de loop van miljoenen jaren is het verpulverd en heeft een grondsoort geschapen, die zeer geschikt is voor druiventeelt. De aarde bestaat uit veldspaat, porseleinaarde en porfier.
De Tokajerwijnen, die allen wit zijn, zijn beroemd. De eenvoudigste druif is de Furmint, die in 70% van alle Tokajerwijnen zit. Men gebruikt ook de druivenstokken van Hárslevelű en Sárga muskotály. De wijn van deze druiven is kruidig, zoet en goudblond, hoewel er ook droge wijnen gemaakt worden. De zoete worden minder gebruikt als begeleider van de maaltijd; maar wel bij een visgerecht of bij pâté (de foie gras).

## De Tokajers

### Tokaji eszencia
De Eszencia bestaat uitsluitend uit most van de door edele rotting aangetaste furmintdruiven. Men perst de druiven niet uit: de zwaartekracht doet de druppels uit de met de hand geplukte en in containers opgestapelde druiven lopen. De Eszencia is zeer zeldzaam en wordt tot de kostbaarste wijnen op aarde gerekend. De druiven kunnen nadat de eszencia is weggelopen voor de productie van Tokaji aszú worden gebruikt.
Terwijl de aangetaste druiven hun eszencia afgeven laat men de tot pulp geperste furmintdruiven uit dezelfde wijngaard met de groene stelen oxideren.

### Tokaji aszú

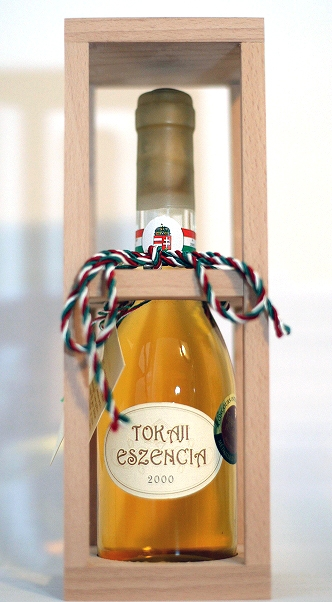
Hongaarse Tokaj Eszencia

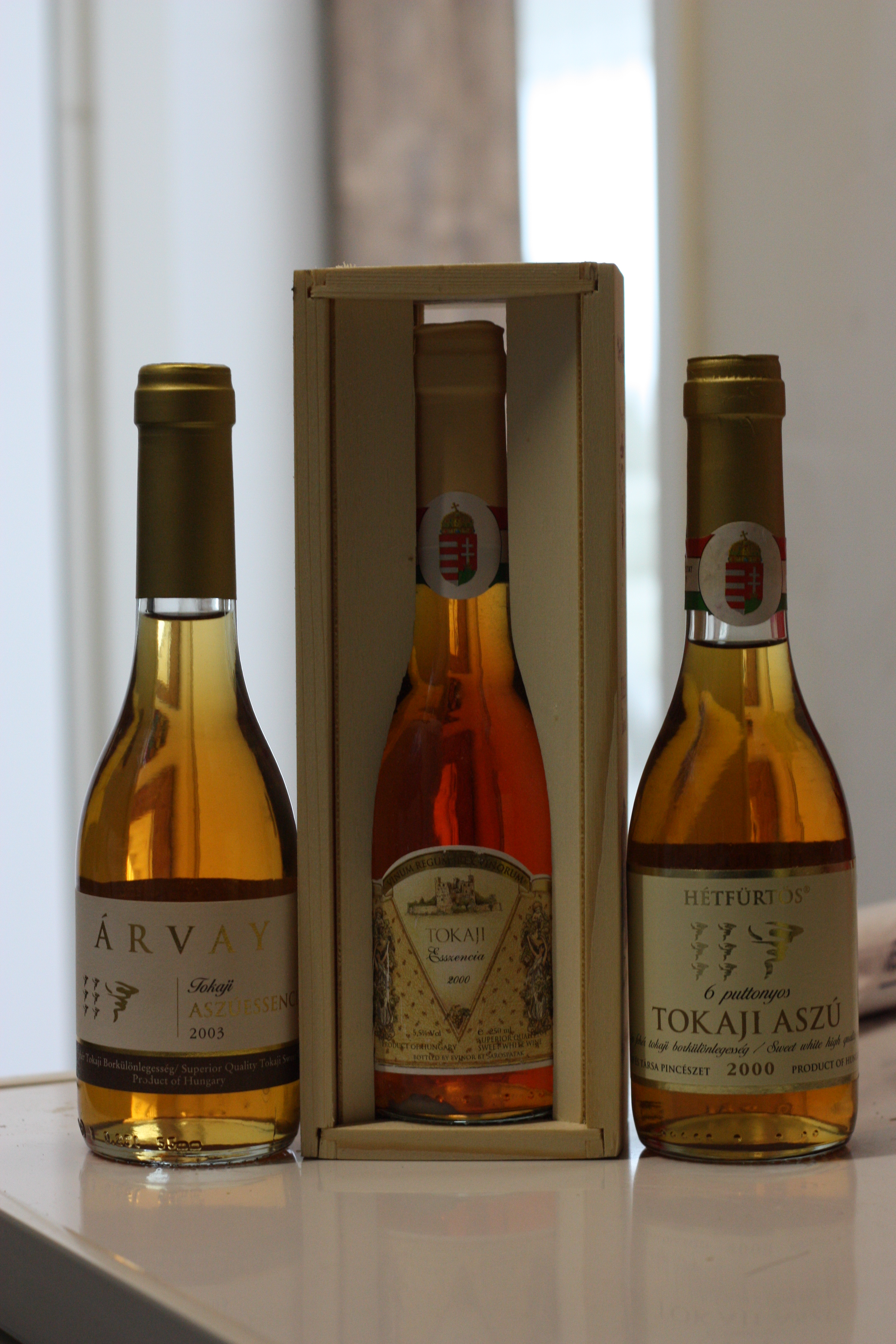
Verschillende Hongaarse Tokaj Wijnen

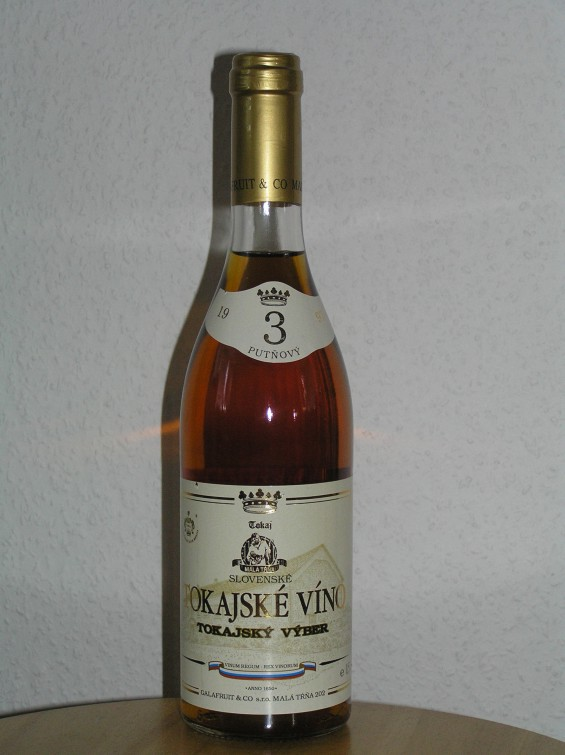
Slowaakse Tokaj (3 putnovy)

De Tokaji aszú-wijnen worden volgens een speciale methode vervaardigd. Aszú is Hongaars voor "uitgedroogd" en men gebruikt druiven die door de lange droge herfst en de "edele" schimmel Botrytis cinerea zijn aangetast en uitgedroogd. De overrijpe druiven haalt men pas van de wijnstok als ze grauw verkleurd en ingedroogd zijn, waardoor een sterke, geurige wijn ontstaat. De Aszú, wat volgens andere bronnen letterlijk "stroopachtig" betekent, heeft een goudbruine kleur en een kruidig honingzoete smaak. Deze wijn wordt meestal ná de maaltijd gebruikt.
De Aszu methode stamt volgens de Hongaarse schrijver Szirmay de Szirma uit de late 17e eeuw. De al in de 10e eeuw beroemde wijnen uit Tokaji moeten droog zijn geweest.
Bij de Tokaji Aszú moet op het etiket het aantal "puttonyos" (bij Slowaakse Tokaj "putnovy") worden vermeld dat voor de productie werd gebruikt.
Een puttony is een mand. Men herkent in het woord "Butte" (Duits) of de "puts" in terug, die de druivenplukker op zijn rug draagt en gebruikt om de aangetaste druiven in te verzamelen. Vroeger werden er drie of meer "puttonyos" toegevoegd aan de most. Zo kreeg de Tokaji aszú zijn puttonyos "gehalte". Hoe meer puttonyos, hoe zoeter en krachtiger de wijn zal zijn. De gradatie loopt van drie t/m zes puttonyos. Daarboven bestaat nog de term "Aszu-Eszencia" en natuurlijk de "Eszencia" zelf. Alhoewel de naamgeving hetzelfde is gebleven, wordt er tegenwoordig gereguleerd wat een wijn op het etiket mag hebben staan. Dit is rechtstreeks afhankelijk van het suikergehalte in de wijn.
| Classificatie    | Classificatie                  |
| Restsuikers      | Naam (Hongaars/Slowaaks)       |
| ---------------- | ------------------------------ |
| <60 g/L          | geen speciale naam             |
| ≥60 en <90 g/L   | 3 Puttonyos/Putnovy            |
| ≥90 en <120 g/L  | 4 Puttonyos/Putnovy            |
| ≥120 en <150 g/L | 5 Puttonyos/Putnovy            |
| ≥150 en <180 g/L | 6 Puttonyos/Putnovy            |
| ≥180 g/L         | Aszú-Eszencia/Výberová esencia |
| ≥450 g/L         | Eszencia/Esencia               |

Slechts een op de drieduizend druiven is "aszu" en deze druiven worden alleen op de middenhellingen tussen de 130 en 250 meter hoog gevonden. Er zijn jaren dat het weer de productie van aszúwijnen niet toestaat.
Het mengsel van aszú en geoxideerde furmint wordt gefilterd en ten minste vier jaar, meestal zes jaar, in "gönci", vaten van 136 liter, bewaard. Daarbij oxideert de wijn verder en ontstaat een onmiskenbaar bouquet. Het chemische proces waarbij het vat, de malolactische gisting en oxidatie ieder een rol spelen is uiterst ingewikkeld. Misschien speelt de zwarte schimmel op de muren, Cladosporium cellare, die zich als een zachte wattenlaag op de keldermuren hecht een rol bij de vinificatie. De schimmel voedt zich met aldehyden, esters, vluchtige zuren en alcoholdamp uit de vaten.

### Tokaji szamorodni
De Tokaji szamorodni, het betekent "zoals hij groeit", wordt gewonnen uit een combinatie van overrijpe en gewone druiven. Deze wijn met een hoog alcoholgehalte (13 %) is gewoonlijk wat minder zoet dan de andere Tokajers, dat is afhankelijk van de hoeveelheid overrijpe druiven die er voor worden gebruikt. Wanneer de wijn zoet is wordt "Tokaji édes" op het etiket gedrukt. Drogere tokajers heten "Tokaji száraz".

### Diversen
De Tokaji máslás en Tokaji forditás zijn van mindere kwaliteit. Het gaat in het eerste geval om een mengsel van Furmint en droesem van de Aszú en in het tweede geval om "marc" oftewel pulp van Aszú met vers most. Ook wanneer op het etiket Tokaji Pécsenyebor staat is de wijn niet van goede kwaliteit.
Evenals in Eger zijn ook hier de ingangen van de kelders opvallend laag. Men moet zich bukken om er binnen te gaan. Met opzet zijn de ingangen laag gehouden, zeggen de wijnbouwers, opdat een ieder een buiging moet maken voor de opgeslagen vaten.
Volgens een overlevering schonk Keizer Frans Jozef, Apostolisch Koning van Hongarije, zijn ambtsgenoot Victoria van het Verenigd Koninkrijk ieder jaar op haar verjaardag een zending flessen Tokajer. Voor ieder jaar dat zij telde waren dat een dozijn flessen. Voor haar 81e verjaardag op 24 mei 1900 stonden dan ook 972 flessen Tokaj op een Engelse kade.
Tokajers worden vaak in verband gebracht met vorsten. Van Catharina de Grote heet het dat zij de nis met Tokajers in haar wijnkelder liet bewaken door een gewapende gardist. Sommige verhalen maken daar zelfs "een complete troep kozakken" van.
Voltaire schreef dat "Tokaji elk vezeltje van zijn hersenen kracht gaf en de diep in zijn ziel sluimerende esprit en vriendelijkheid in een betoverend vuurwerk kon ontsteken".
Na veertig jaar communistisch wanbeheer was er niet veel over van wat ooit de "wijn der koningen" mocht heten. Pas in de 21e eeuw konden er weer Tokajers van hoge kwaliteit worden gebotteld. Toch kent de 20e eeuw een aantal uitstekende wijnjaren voor de Aszú-wijnen: 1972, 1975, 1983, 1988, 1993 en 1999.
Tot 2007 werd de Pinot gris, een druivenras dat in de Franse Elzas veel verbouwd wordt, als "Tokay d'Alsace" verkocht. Om verwarring met het Hongaarse product te voorkomen werd deze aanduiding door de EEG verboden.
Hongarije heeft lange tijd getracht Tokaj uit Slowakije te verbieden, maar aangezien het hetzelfde wijngebied is, waar al sinds eeuwen dezelfde wijn gemaakt wordt, is de aanduiding geaccepteerd voor de wijnen uit beide landen. Wel moeten de Slowaakse wijnen voldoen aan de Hongaarse eisen voor Tokajwijn.